# Ујгурски мукам
Мукам (ујг. ئۇيغۇر مۇقامى ) је врста мелодије која се користи у музици Ујгура, односно музички мод и скуп мелодијских формула који се користе за извођење импровизације и композиције. Ујгурске заједнице чине једну од највећих етничких мањина Кине.
Ујгурски мукам обухвата песме, игре, народну и класичну музику и одликује се разноврсношћу садржаја, кореографија, музичких стилова и инструмената. Песме се разликују по рими и изводе се соло као и по групама, а одражавају широк спектар стилова као што су поезија, пословице и народни наративи, сведочећи о историји и савременом животу ујгурског друштва. Текстови садрже не само народне баладе, већ и песме које су написали класични ујгурски мајстори. У Мукам ансамблима, водећи инструменти су направљени од локалних материјала и разликују се по форми (могу бити гудачки, тргајући или дувачки инструменти). Одговорност за преношење традиције на нове генерације извођача пала је на плећа народних уметника, али интересовање младих за Мукам постепено опада.

## Дванаест мукама
Постоји 12 мукама:
1. Rak (راك مۇقامى, Рак;拉克, Lākè)
2. Čäbbiyat (چەببىيات مۇقامى, Чәббият;且比亚特, Qiěbǐyǎtè)
3. Segah (سىگاھ مۇقامى, Сегаһ;斯尕, Sīgǎ)
4. Čahargah (چاھارگاھ مۇقامى, Чаһаргаһ;恰尔尕, Qiàěrgǎ)
5. Pänjigah (پەنجىگاھ مۇقامى, Пәнҗигаһ;潘尔尕, Pāněrgǎ)
6. Özhal (ئۆزھال مۇقامى, Өжал;乌孜哈勒, Wūzīhālēi)
7. Äjäm (ئەجەم مۇقامى, Әҗәм;艾且, Àiqiě)
8. Uššaq (ئوشاق مۇقامى, Ушшақ;乌夏克, Wūxiàkè)
9. Bayat  (بايات مۇقامى, Баят;巴雅提, Bāyǎtí)
10. Nava (ناۋا مۇقامى, Нава;纳瓦, Nàwǎ)
11. Mušavräk (مۇشاۋىرەك مۇقامى, Мушаврәк;木夏吾莱克, Mùxiàwúláikè)
12. Iraq (ئىراق مۇقامى, Ирақ;依拉克, Yīlākè)

Сваки од 12 мукама састоји се од главног дела који почиње дугим уводом слободног ритма, након чега следе комади са карактеристичним ритмичким обрасцима који постепено расту по брзини. Сваки мукам се састоји од три дела а распоређени су у истом редоследу у сваком мукаму, иако сви муками немају исте делове. Неки имају пратећи инструментални комад познат као märghul („украс“). Иако свако именовано дело има свој карактеристичан ритмички образац, мелодије се разликују, па је свако дело опште познато по мукаму и комаду: на пример, „Rak nuskha“ или „Segah jula“. Постоји око 20 до 30 комада песама и музике, за које може бити потребно око 2 сата да се изведу. За извођење свих делова од 12 мукама потребно је око 24 сата.
После главног одељка, постоје још два дела, која су првобитно повезана са другим музичким традицијама, али су укључени у мукаме од стране неких извођача и стога укључени у садашњу традицију 12 мукама. Одељак Dastan укључује песме из неколико романтичних дастанских наратива који се широко распрострањени у централној и јужној Азији и на Блиском истоку. Након сваке дастанске песме следи инструментални део. Одељак Mäshräp састоји се од живахнијих плесних песама које су првобитно биле повезане са извођењем сема од стране дервишких музичара Туркистана.

## Историја и очување
Неки кинески научници верују да се ујгурски Мукам може пратити до „Велике мелодије западног региона“  развијене током династија Хан (206. п. н. е. – 220. н.е.) и Танг (618–907), из којих је увезен и слушан на дворовима Централне Кине. Међутим, вероватније је да је на њега утицао модални систем арапског макамакоји је довео до многих музичких жанрова међу народима Евроазије и Северне Африке. Ујгури имају локалне мукам системе назване по њиховим историјским градовима оазама који се тренутно налазе у Синђану. Најпотпуније развијени у овом тренутку су 12 мукама региона Западни Тарим. 
Конкубина Аманиса Кан из Јаркентског каната (1526–1560) је заслужна за прикупљање и на тај начин очување Дванаест Мукама, док је преобликовала свој стил како би више извукла из аутохтоних традиција планина Тјен Шан и очистила их од персо-арапског. Након кинеске револуције 1949. године, држава је наручила од музичара Ван Тонгшу и Турди Акун да сниме Мукаме на касету, тако да се не могу изгубити. Први албум објавили су 1960. године. Од 2004. до 2008. године, преко 7.000 извођача је сарађивало у кинеском државном пројекту за ширење семинара, истраживачких пројеката и снимака Мукама.
УНЕСКО је 2008. прогласио Ујгурски Мукам из Синђан делом нематеријалне баштине човечанства. 